# ملودی میمون
ملودی میمون (به انگلیسی: Monkey Melodies) یک فیلم کوتاه انیمیشن محصول دیزنی به کارگردانی برت جیلت است. این اثر در سال ۱۹۳۰ به عنوان سیزدهمین فیلم از مجموعه سمفونی احمقانه اکران شد، پیش از این فیلم شب و پس از آن زمستان به نمایش درآمد.